# Холкомб (Канзас)
Холкомб (енгл. Holcomb) град је у америчкој савезној држави Канзас.

## Демографија
По попису из 2010. године број становника је 2.094, што је 68 (3,4%) становника више него 2000. године.
| Група             | 2000.         | 2010.         |
| Белци             | 1.462 (72,2%) | 1.360 (64,9%) |
| Афроамериканци    | 22 (1,1%)     | 7 (0,3%)      |
| Азијати           | 6 (0,3%)      | 4 (0,2%)      |
| Хиспаноамериканци | 495 (24,4%)   | 681 (32,5%)   |
| Укупно            | 2.026         | 2.094         |